# Arthrocnodax rhoinus
Arthrocnodax rhoinus är en tvåvingeart som beskrevs av Ephraim Porter Felt 1908. Arthrocnodax rhoinus ingår i släktet Arthrocnodax och familjen gallmyggor. Inga underarter finns listade i Catalogue of Life.